# Fimbriinae
Fimbriinae zijn een onderfamilie van tweekleppigen uit de orde Lucinidae.